# Garbhagriha
Garbhagriha je najbolj notranje svetišče hindujskih in džainističnih templjev, kar lahko imenujemo »sveto svetih« ali sanctum sanctorum.
Izraz garbhagriha (dobesedno 'maternična komora') izhaja iz sanskrtskih besed garbha za maternico in griha za hišo. Čeprav je izraz pogosto povezan s hindujskimi templji, ga najdemo tudi v džainističnih in budističnih templjih.
Garbhagriha je lokacija murti (kip ali ikona) glavnega božanstva templja. To je lahko kip ali ikona Šive, kot lingam, njegove soproge, boginje v njeni posvečeni podobi ali simbolu joni, Višnuja ali njegove žene ali katerega drugega boga v simbolu ali podobi. V templju Radžrani v Bhuvanešvari, blizu Purija, v te nesvetljenem garbhagriha ni nobenega simbola.

## Arhitektura
Garbhagriha je običajno kvadratna (čeprav obstajajo izjeme), stoji na podstavku in je prav tako vsaj približno kocka. V primerjavi z velikostjo templja, ki ga morda obdaja, in zlasti z velikim stolpom, ki ga običajno najdemo nad njim, je garbhagriha precej majhna soba.
Tipična hindujska in džainistična garbhagriha je pred enim ali več sosednjimi mandapami s stebri (verande ali dvorane), ki so s svetiščem povezane z odprtim ali zaprtim preddverjem (antarala). in skozi katerega se duhovniki ali bhakte lahko približajo svetemu svetišču, da bi častili prisotnost božanstva v globoki, poglobljeni meditaciji.
Poleg tega, da je kvadratna, je garbhagriha najpogosteje brez oken, ima samo en vhod, ki je obrnjen proti vzhodni smeri vzhajajočega sonca (čeprav obstajajo izjeme), in je redko osvetljena, da se bhakta lahko osredotoči na oprijemljive stvari obliko božanskega v njem. Garbhagriha je prav tako običajno zaprta z nadgradnjo velikega stolpa. Dva glavna sloga stolpov sta šikara (v severni regiji Indije) ali vimana (v južni regiji Indije).
Zgodnji prototip tega sloga garbhagrihe je Dašavatara tempelj, Deogarh iz 6. stoletja našega štetja v okrožju Džhansi zvezne države Utar Pradeš (na katerem je tudi majhna zakrnela šikara). Slog se je v celoti pojavil v 8. stoletju in je razvil različne regionalne različice v Orisi, osrednji Indiji, Radžastanu in Gudžaratu. Vendar pa si je treba zapomniti, da so bile po vsej Južni Aziji kamnite strukture vedno v velikem številu nad stavbami iz pokvarljivih materialov, kot so les, bambus, slama in opeka. Medtem ko so nekateri zgodnji kamniti primeri preživeli, najzgodnejše uporabe kvadratne garbhagrihe ni mogoče kategorično datirati preprosto zato, ker so njeni prvotni strukturni materiali že zdavnaj razpadli.
Obstaja nekaj izjem od kvadratnega pravila. V nekaterih templjih, zlasti v zgodnjem obdobju, garbhagriha ni čisto kvadratna, v nekaterih kasnejših pa je lahko pravokotna, da zagotovi dovolj simetričnega prostora za bivanje več kot enega božanstva, kot na primer v templju Savadi Trimurti. Druge pravokotne garbhagrihe vključujejo tiste v templju Sasta (Karikad Ksetram), Mandžeri in Varahi Deula.
Obstaja zelo malo primerov večje razlike: komora v Gudimallamu je polkrožna na zadnji strani in postavljena pod glavni nivo tal templja (glej spodnjo vstavljeno sliko).
Slavni tempelj Durga iz 7. stoletja, Aihole, ima tudi zaobljeno apsido na koncu garbagrihe, ki odmeva v obliki komore. Tako ima tudi garbhagriha v templju Triprangode Siva zaobljeno apsido. Popolnoma okrogla garbhagriha obstaja v templju Siva, Masaon, kot tudi v templju Siva, Čandrehe.

## Orientacija
Stolp, ki pokriva garbhagriho, tvori glavno navpično os templja in se običajno razume kot os sveta skozi goro Meru. Nasprotno pa garbhagriha običajno tvori del glavne vodoravne osi templja, ki običajno poteka v smeri vzhod-zahod. V tistih templjih, kjer je tudi prečna os, je garbhagṛiha na splošno na njihovem presečišču.
Lokacija za garbhagriho je obredno usmerjena na točko popolnega ravnovesja in harmonije kot predstavnika mikrokozmosa vesolja. To se doseže s pomočjo kozmičnega diagrama (mandala vastu puruša v arhitekturi hindujskih templjev), ki se uporablja za obredno sledenje hierarhiji božanstev na tleh, kjer naj bi bil zgrajen nov tempelj. Dejansko so tlorisi mnogih indijskih templjev sami v obliki pravokotnega abstraktnega vzorca mandale. Murti božanstva je obredno in simetrično postavljen v središče svetišča garbhagriha in predstavlja axis mundi, os, okoli katere je usmerjen svet in ki povezuje nebo in zemljo.
Ta simetrija poudarja glavne osi, ki ležijo pod templjem. Dve kardinalni osi, ki se sekata pod pravim kotom, usmerjata tloris: vzdolžna os (teče skozi vrata, običajno vzhod-zahod) in prečna (običajno sever-jug). Diagonalne osi potekajo skozi vogale garbhagrihe in, ker je kvadrat običajna osnova celotnega tlorisa vimane, skozi zunanje vogale.
Obstaja nekaj izjem od pravila, obrnjenega proti vzhodu. Na primer, garbhagriha v templju Sasta (Karikad Ksetram) v Mandžeriju, templju Šive v Masaonu in templju Šive v Čandreheju, vsi so obrnjeni proti zahodu. Ernest Short meni, da so ti Šivini templji, obrnjeni proti zahodu, rezultat pravil v Sutrah Šulba, ki določajo ustrezne oblike in simboliko hindujskega templja. Medtem ko je bilo svetišče Brahmana odprto na vseh štirih straneh, pravi Šort, je bil Višnujev tempelj obrnjen proti vzhodu, Šivin pa proti zahodu.

## Hinduizem
Namen vsakega hindujskega templja je biti hiša za božanstvo, katerega podoba ali simbol je nameščen in čigar prisotnost je skoncentrirana v srcu in središču zgradbe.
Vstop v hindujsko garbhagriho je bil tradicionalno omejen na duhovnike, ki tam opravljajo bogoslužje, čeprav je v templjih, ki se uporabljajo za aktivno bogoslužje (v nasprotju z zgodovinskimi spomeniki), dostop vsaj omejen na hindujce. V džainističnih templjih je dovoljen vstop vsem primerno okopanim in očiščenim džainistom.
Kot hiša za božanstvo, funkcija svetišča ni le ponuditi zavetje, ampak tudi manifestirati prisotnost v notranjosti, biti konkretno spoznanje in prihod v svet božanstva. Simbolično je svetišče telo boga, pa tudi hiša, in mnogi sanskrtski izrazi za arhitekturne elemente to odražajo. Utelešena božanskost, njena moč, ki izžareva od znotraj, se razkrije v zunanjosti, kjer prebiva predvsem arhitekturni izraz. To je skladno z drugimi zgodnjimi hindujskimi podobami, ki so pogosto predstavljale kozmični porod – prihod v sedanji obstoj božanske resničnosti, ki sicer ostaja brez oblike – kot tudi z »meditacijskimi konstrukti«.

## Drugi jeziki
V tamilščini se garbhagriha imenuje karuvarai, kar pomeni notranjost svetišča. Beseda karuarai pomeni 'maternična komora'. Beseda karu pomeni plod, arai pa soba.
Satcitananda je vzdevek in opis subjektivne izkušnje končne nespremenljive resničnosti, kot je tista, ki jo predstavlja garbhagriha. Privrženci templja Sabarimala lahko garbhagriho imenujejo sannidhanam.
Sreekovil je še en izraz za garbhagriha.